# 1982-es Formula–1 brit nagydíj
A brit nagydíj volt az 1982-es Formula–1 világbajnokság tizedik futama.

## Futam
| Helyezés | #  | Versenyző          | Csapat/Motor    | Körök | Idő/Kiesés oka     | Rajthely | Pontszám |
| -------- | -- | ------------------ | --------------- | ----- | ------------------ | -------- | -------- |
| 1        | 8  | Niki Lauda         | McLaren-Ford    | 76    | 1:35:33,812        | 5        | 9        |
| 2        | 28 | Didier Pironi      | Ferrari         | 76    | + 25,726           | 4        | 6        |
| 3        | 27 | Patrick Tambay     | Ferrari         | 76    | + 38,436           | 13       | 4        |
| 4        | 11 | Elio de Angelis    | Lotus-Ford      | 76    | + 41,242           | 7        | 3        |
| 5        | 5  | Derek Daly         | Williams-Ford   | 76    | + 41,430           | 10       | 2        |
| 6        | 15 | Alain Prost        | Renault         | 76    | + 41,636           | 8        | 1        |
| 7        | 23 | Bruno Giacomelli   | Alfa Romeo      | 75    | + 1 kör            | 14       |          |
| 8        | 4  | Brian Henton       | Tyrrell-Ford    | 75    | + 1 kör            | 17       |          |
| 9        | 30 | Mauro Baldi        | Arrows-Ford     | 74    | + 2 kör            | 26       |          |
| 10       | 17 | Jochen Mass        | March-Ford      | 73    | + 3 kör            | 25       |          |
| Kiesett  | 22 | Andrea de Cesaris  | Alfa Romeo      | 66    | Elektronika        | 11       |          |
| Kiesett  | 25 | Eddie Cheever      | Ligier-Matra    | 60    | Motorhiba          | 24       |          |
| Kiesett  | 29 | Marc Surer         | Arrows-Ford     | 59    | Motorhiba          | 22       |          |
| Kiesett  | 6  | Keke Rosberg       | Williams-Ford   | 50    | Üzemanyagrendszer  | 1        |          |
| Kiesett  | 3  | Michele Alboreto   | Tyrrell-Ford    | 44    | Motorhiba          | 9        |          |
| Kiesett  | 26 | Jacques Laffite    | Ligier-Matra    | 41    | Váltó              | 20       |          |
| Kiesett  | 35 | Derek Warwick      | Toleman-Hart    | 40    | Féltengely         | 16       |          |
| Kiesett  | 12 | Nigel Mansell      | Lotus-Ford      | 29    | Vezetői rosszullét | 23       |          |
| Kiesett  | 1  | Nelson Piquet      | Brabham-BMW     | 9     | Üzemanyagrendszer  | 3        |          |
| Kiesett  | 14 | Roberto Guerrero   | Ensign-Ford     | 3     | Motorhiba          | 19       |          |
| Kiesett  | 31 | Jean-Pierre Jarier | Osella-Ford     | 2     | Ütközés            | 18       |          |
| Kiesett  | 20 | Chico Serra        | Fittipaldi-Ford | 2     | Ütközés            | 21       |          |
| Kiesett  | 7  | John Watson        | McLaren-Ford    | 2     | Kicsúszás          | 12       |          |
| Kiesett  | 2  | Riccardo Patrese   | Brabham-BMW     | 0     | Ütközés            | 2        |          |
| Kiesett  | 16 | René Arnoux        | Renault         | 0     | Ütközés            | 6        |          |
| Kiesett  | 36 | Teo Fabi           | Toleman-Hart    | 0     | Ütközés            | 15       |          |
| NK       | 9  | Manfred Winkelhock | ATS-Ford        |       |                    |          |          |
| NK       | 33 | Jan Lammers        | Theodore-Ford   |       |                    |          |          |
| NK       | 10 | Eliseo Salazar     | ATS-Ford        |       |                    |          |          |
| NK       | 18 | Raul Boesel        | March-Ford      |       |                    |          |          |

## A világbajnokság élmezőnyének állása a verseny után
| H  | Versenyzők       | Pont | H  | Konstruktőrök | Pont |
| -- | ---------------- | ---- | -- | ------------- | ---- |
| 1. | Didier Pironi    | 35   | 1. | McLaren-Ford  | 54   |
| 2. | John Watson      | 30   | 2. | Ferrari       | 42   |
| 3. | Niki Lauda       | 24   | 3. | Brabham-Ford  | 36   |
| 4. | Keke Rosberg     | 21   | 4. | Williams-Ford | 34   |
| 5. | Riccardo Patrese | 19   | 5. | Renault       | 23   |
| 6. | Alain Prost      | 19   | 6. | Lotus-Ford    | 20   |

## Statisztikák
Vezető helyen:
- Nelson Piquet: 9 (1-9)
- Niki Lauda: 67 (10-76)

Niki Lauda 19. győzelme, Keke Rosberg 1. pole-pozíciója, Brian Henton egyetlen leggyorsabb köre.
- McLaren 29. győzelme.